# Peter Carl Fabergé

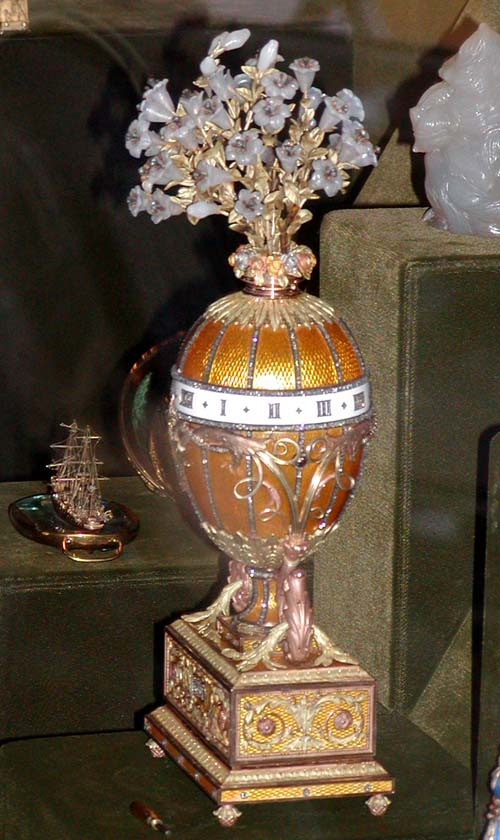
Exempel på Fabergé-ägg

Peter Carl Fabergé (ryska: Карл Густавович Фаберже, tr. Karl Gustavovitj Fabergé), född 30 maj 1846 i Sankt Petersburg, död 24 september 1920 i Lausanne i Schweiz, var en rysk guldsmed och juvelerare. Hans far, Gustav Fabergé, var en balttysk smyckesformgivare med ryskt medborgarskap, av franskt ursprung och hans mor från Danmark.
Han erhöll sin utbildning i olika länder, bl.a. England och Frankrike. Han ärvde sin fars företag och verkstäderna i St. Petersburg och Moskva var omtalade för sin tillverkning av exotiska, utsökta föremål. Bland hans mästerverk var de juvelprydda påskägg (fabergéägg), som 1884 beställdes av tsar Alexander III av Ryssland som en gåva till tsarinnan.
Fabergé avled 1920 i landsflykt i Schweiz.